# Пейровани, Афшин
Мохамма́д Али́ «Афши́н» Пейровани́ (перс. افشين پيروانى‎; 6 февраля 1970 года, Шираз, Остан Фарс, Иран), наиболее известен как Афши́н Пейровани́ — иранский футболист, выступавший на позиции защитника. Ныне футбольный тренер и функционер. Является одной из легенд тегеранского клуба «Персеполис» и национальной сборной Ирана. Ныне является исполнительным директором (руководителем) в национальной сборной Ирана, спортивным директором клуба «Персеполис».
Основную часть своей игровой карьеры провёл в тегеранском клубе «Персеполис» (209 игр и 14 голов в 1993—2004 годах). Вместе с тегеранским клубом выиграл все возможные футбольные титулы Ирана. До перехода в «Персеполис» выступал за клубы «Барк Шираз» и «Банк Тежарат». Завершил карьеру в качестве футболиста в 2005 году в составе тегеранского клуба «Пайкан».
С 1993 по 2002 год выступал за национальную сборную Ирана (66 игр). Участвовал вместе со сборной на чемпионате мира 1998 во Франции, Азиатских играх 1994 года, в розыгрышах Кубка Азии.
Тренерскую деятельность начал в 2008 году, в ноябре того года встав у руля тегеранского клуба «Персеполис». Возглавлял «красных» до февраля 2009 года. В 2010 году возглавлял тегеранский «Стил Азин», а в 2012—2013 годах «Санг Ахан» из города Йезд. Родственники Афшина Амир Хоссейн и Голам Хоссейн также занимаются тренерской деятельностью.